# Janet Evanovich
Janet Evanovich (South River, 22 april 1943) is een Amerikaans schrijfster. Ze begon haar carrière onder de naam Steffie Hall. Onder die naam schreef ze 3 romans: Hero at Large, Full House en Foul Play. Ze werd echter beroemd door haar Stephanie Plum-thrillers. 
Een van haar boeken, One for the money, won in 1994 meteen een Edgar Award voor beste Amerikaanse misdaadroman van het jaar. 
Verder won ze nog vele prijzen met haar thrillers, zoals de John Creasey Award en de Silver Dagger Awards. De auteur woont met haar gezin in New Hampshire.

## Boeken
1. 1994 - Grof geld - Oorspronkelijke titel: One for the money - ISBN 90-290-4910-3
2. 1996 - Knekeldans -  Oorspronkelijke titel: Two for the Dough  - ISBN 90-290-4830-1 / CIP / NUGI 331
3. 1997 - Dodelijk trio - Oorspronkelijke titel: Three to Get Deadly - ISBN 90-290-5428-X / CIP / NUGI 33
4. 1998 - Viermaal is scheepsrecht - Oorspronkelijke titel: Four to score - ISBN 90-290-5833-1
5. 2001 - De zevende hemel - Oorspronkelijke titel: Seven up - ISBN 90-417-6014-8
6. 2002 - Het achtste wonder - Oorspronkelijke titel: Hard eight - ISBN 90-443-0670-7
7. 2002 - Stille nacht - Oorspronkelijke titel: Visions of sugar plums - ISBN 90-443-0795-9 - (Stephanie Plum Kerst-editie)
8. 2003 - Schoppen negen - Oorspronkelijke titel: To the nines - ISBN 90-443-1061-5
9. 2004 - Tien met stip - Oorspronkelijke titel: Ten big ones - ISBN 90-443-1463-7